# دجيجي ديارا
دجيجي ديارا (بالفرنسية: Djigui Diarra)‏ (27 فبراير 1995 مالي - ) هو لاعب كرة قدم مالي، يلعب كحارس مرمى.

## روابط خارجية
- دجيجي ديارا على موقع الاتحاد الدولي (مؤرشف)  (الإنجليزية)
- دجيجي ديارا على موقع إي إس بي إن إف سي (الإنجليزية)
- دجيجي ديارا على موقع قاعدة بيانات كرة القدم.إي يو (الإنجليزية)
- دجيجي ديارا على موقع ناشيونال فوتبول تيمز (الإنجليزية)
- دجيجي ديارا على موقع Soccerway.com (الإنجليزية)
- دجيجي ديارا على موقع عالم كرة القدم.نت (الإنجليزية)